# Pimetrozin
| Pimetrozin |                                                                                         |
| |                                                                                         |
| IUPAC-név | 6-metil-4-[(E)-(3-piridinilmetilén)amino]-4,5-dihidro-1,2,4-triazin-3(2H)-on            |
| Kémiai azonosítók                                                                                               |                                                                                         |
| CAS-szám | 123312-89-0                                                                             |
| PubChem | 9576037                                                                                 |
| ChemSpider | 7850487                                                                                 |
| EINECS-szám | 602-927-1                                                                               |
| KEGG | C18590                                                                                  |
| ChEBI | 39311                                                                                   |
| SMILES | CC1=NNC(=O)N(C1)/N=C/C2=CN=CC=C2                                                        |
| InChI | 1S/C10H11N5O/c1-8-7-15(10(16)14-13-8)12-6-9-3-2-4-11-5-9/h2-6H,7H2,1H3,(H,14,16)/b12-6+ |
| InChIKey | QHMTXANCGGJZRX-WUXMJOGZSA-N                                                             |
| Beilstein | 7814151                                                                                 |
| UNII | F0G3V7874J                                                                              |
| ChEMBL | 1906026                                                                                 |
| Kémiai és fizikai tulajdonságok                                                                                 |                                                                                         |
| Kémiai képlet                                                                                                   | C10H11N5O                                                                               |
| Moláris tömeg                                                                                                   | 217,23 g/mol                                                                            |
| Megjelenés | színtelen kristályos por                                                                |
| Szag | édeskés                                                                                 |
| Sűrűség | 1,336 g/cm³                                                                             |
| Olvadáspont | 234,4 °C                                                                                |
| Oldhatóság (vízben)                                                                                             | 290 mg/l                                                                                |
| Oldószerei | etil-acetát, aceton, toluol, diklórmetán, etanol, n-oktanol                             |
| Savasság (pKa)                                                                                                  | 4,06                                                                                    |
| Törésmutató (nD)                                                                                                | 1,665                                                                                   |
| Felületi feszültség                                                                                             | 68,4 mN/m                                                                               |
| Gőznyomás | 4,20•10−3 mPa                                                                           |
| kH | 3,00•10−6 Pa•m³/mol                                                                     |
| Megoszlási hányados                                                                                             | −0,18 (oktanol/víz)                                                                     |
| Veszélyek |                                                                                         |
| EU osztályozás                                                                                                  | Xn                                                                                      |
| R mondatok | R40 R52/53 R62 R63                                                                      |
| S mondatok | (S2) S36/37 S61                                                                         |
| Lobbanáspont | >230 °C                                                                                 |
| Ha másként nem jelöljük, az adatok az anyag standardállapotára (100 kPa) és 25 °C-os hőmérsékletre vonatkoznak. |                                                                                         |

A pimetrozin a mezőgazdaságban használt, szisztémásan ható rovarölő szer levéltetvek, liszteskék és kabócák ellen. Egyúttal csökkenti a levéltetvek terjesztette tartós vírusbetegségeket is.
Hatásmódjából adódóan csak szívó rovarokra hat, emlősökre gyakorlatilag nem mérgező.

## Alkalmazás
A pimetrozin III. kategóriás szer: használata nincs szakképesítéshez kötve.
- Levéltetvek ellen: burgonya, dohány, hajtatott uborka, szabadföldi és hajtatott paprika, dinnye, krizantém, őszibarack.
- Üvegházi molytetű ellen: hajtatott paradicsom, gerbera, lombhullató és örökzöld díszfák, díszcserjék.
- Platánok védelmére csipkézőpoloska ellen.
- Őszi káposztarepcében repcefénybogár és levéltetvek ellen.[2]

A kijuttatandó mennyiség a növényi kultúrától függően 0,2–0,3 kg/ha 50%-os oldatban. Hatástartama 2–3 hét. A védekezést az első tetvek megjelenésekor kell kezdeni. Virágzás alatt is használható, mert a méhekre és más hasznos rovarokra ártalmatlan.

## Hatásmód
A pimetrozin egészen különleges és egyedi módon hat a rovarokra, bár hatásmódja nem teljesen tisztázott. A rovar központi idegrendszerén keresztül állandó jóllakottságérzetet közvetít, amivel megbénítja a nyáltermelést, és azt, hogy a rovar szipókája a növénybe hatoljon. Ezzel 2–3 perc alatt vissza nem fordítható módon meggátolja a rovar táplálkozását, és az 2–3 nap alatt éhen hal.

## Veszélyek
Akut LD50-értékek patkány esetén, szájon át:
- hím: 5693 mg/kg
- nőstény: 5955 mg/kg
- átlag: 5820 mg/kg

Bőrön át: >2000 mg/kg. Ezek rendkívül magas értékek, ami azt jelenti, hogy a pimetrozin patkányra gyakorlatilag nem mérgező.
LC50-értéke belélegezve patkány esetén: >1,8 mg/l.
Ugyancsak patkánynál 12 metabolitot azonosítottak vizeletből és székletből, melyek két csoportba voltak sorolhatók: triazin- és piridinszármazékok. 3 lebontási utat találtak. 0,5 mg/kg adagnál a felezési idő 1–2 óra, 100 mg/kg adagnál 2–11 óra volt.
A túladagolási kísérletekben három támadási pont derült ki: a máj, a vérképző- és a nyirokrendszer. A leggyakoribb káros hatások:
- patkányok és egerek esetén májrák
- egereknél és kutyáknál májelhalás
- kutyáknál az epevezeték szöveteinek túlszaporodása
- kutyáknál vérszegénység
- fiatal patkányoknál és kutyáknál a csecsemőmirigy elsorvadása
- kutyáknál izombántalmak.

Rákkeltő hatást nem találtak, utódkárosítót csak az anyaállat számára mérgező adag felett.

## Jogszabályok
- rovarölőként 2015.12.31-ig engedélyezett szer[3]
- a pimetrozin integrált ültetvény célprogramban felhasználható, zöld kategóriás szer[4]
- maradék-határértékei uniós szinten vannak szabályozva[5]

## Készítmények
Magyarországon:
- Chess 50 WG[6]
- Plenum 50 WG[7]

Az USA-ban:
- Endeavor 50WG
- Fulfil 50WG